# ドイツの原子爆弾開発
ドイツの原子爆弾開発（ドイツのげんしばくだんかいはつ）では、第二次世界大戦中にナチス政権下のドイツで行われた原子爆弾の開発計画と、第二次世界大戦後の状況に関する記述を行う。

## 背景
1938年12月、ドイツの科学者オットー・ハーンとフリッツ・シュトラスマンの論文により、ウランの核分裂反応が措定された。彼らは、ウラン235の原子核に中性子を衝突させる実験を通じて、それは原子核が分裂して起こる現象であると考えたのである。
この核分裂の「発見」を受けて、1939年4月から開始される核開発研究をドイツ側は「ウラン・プロジェクト」と呼び、これ科学的に追及した機関の一つが、ドイツ帝国政府からは一応は独立していた研究機関Kaiser-Wilhelm-Institut、略称KWI「カー・ヴェー・イー」であった。
ナチス・ドイツ政権下での国防軍側では、1939年9月末からドイツ国防軍兵器局のもとに原爆開発のための実験が試みられるようになった。当時、ユダヤ人系の学者は追放、または亡命していたので、残っていたドイツ人学者によって開発が進められた。

## 歴史
1939年9月、ドイツ国防軍は、ドイツと占領地区全域から物理学者を招集した。フォン・ヴァイツゼッカー、ヴェルナー・ハイゼンベルク、ヴァルター・ボーテ、ローベルト・デペル（独: Robert Döpel)、ハンス・ガイガー、クラウス・クルティス（独: Klaus Clusius)など、非ユダヤ人のドイツ人物理学者が招集されて、第一回研究会議で、原爆製造の可能性が討論された。
ドイツではアメリカ合衆国以上に核分裂の理論は完成していた。濃縮ウランの連鎖反応を利用することが通常の方法であったが、ウラン235の分離法についての技術開発が困難であった。そこで、技術的に困難であった濃縮ウランではなく、自然界に存在する天然ウランを利用した連鎖反応の可能性が検討された。
通常、ウラン235の核分裂により発生した中性子はウラン238の原子核に飲み込まれてしまうが、中性子を減速すれば、容易に飲み込まれなくなる。そして、ウラン235の核分裂も減速した中性子の方が起こりやすいという性質を利用した。すなわち、天然ウランの中にわずか0.7パーセントしか含まれないウラン235の核分裂によって発生した中性子のスピードを重水によって減速して、天然ウランに99.3パーセント含まれるウラン238に飲み込ませないようにして、残りの0.7パーセントのウラン235に減速した中性子を集中させて、確実に連鎖反応を起こさせるという理論であった。
ハイゼンベルクらは、この理論では原子炉の製造は可能でも、（当時のドイツが運用できる標準的な大きさの）爆撃機に搭載できるような小型軽量な原子爆弾の開発は不可能だと見ていた。（もしB-29のような巨大爆撃機が実用化されていれば違った見解が出たと思われる。）
1940年春、ナチス・ドイツは科学者達の要請によってノルウェー作戦を実行した。これにより、ヴェモルクにある、世界最大の重水製造工場であるノルスク・ハイドロ電気化学工場を占領することができた。これによって、中性子減速材たる重水を工業的に取得することが可能になった。
しかしながら、総統アドルフ・ヒトラーをはじめとするナチス・ドイツ指導者層は核開発研究にはほとんど理解を示さず、教育科学省からの資金の援助もなかった。（ただし、それと並行してウラン爆弾の開発につながる科学情報は極秘とされた。）
一方、軍需大臣アルベルト・シュペーアは、フリードリヒ・フロム大将が、新兵器が開発されない限り、ドイツが戦争に勝つ見込みがないと言われ、新兵器開発の可能性を探した。そこで、1942年6月に「ウラン・プロジェクト」関連の科学者らを集めて、ナチスの政府高官たちに対して最初の講演会を開かせた。その時、ハイゼンベルクが原子核破壊とウランとサイクロトロン開発に関して報告した。その際、彼は、アメリカでは核開発に対し政府からの資金提供が豊富であることを述べ、ドイツでは教育科学省の理解が乏しいので、資金と資材が不足している上に、科学者が軍に招集されて不足している状況を訴え、アメリカの核開発がドイツより先行している事実を述べた。
講演後に、シュペーアがハイゼンベルクに原子爆弾の開発は何年後に可能かと質問すると、ハイゼンベルクは、原爆製造の理論には何の障害もなく、生産技術への援助があれば、2年以内に可能であると答えたと言う。
6月23日、シュペーアはヒトラーに報告したが、「（そのテーマは）すでに別の研究機関が担っている。」として、討議を打ち切った。（後年、これはヒトラーが原爆の開発に興味を示さなかった証拠と言われたが、言葉通りなら、「軍需相でも察知が許されないほど機密の壁に守られた研究機関が原爆の開発を推し進めていた」ということとも取れ、そうであるならば、SSが開発計画を担当していた可能性が高いとも言われている。）
1943年2月23日、ノルスク・ハイドロの重水工場が8人のノルウェー人の決死隊によって爆破されてしまった。これにより、重水が入手困難になった。また、戦況の切迫から、6週間以内に実戦に使用できる兵器以外の研究をヒトラーが許さなかったため、シュペーアは第二次世界大戦中に製造が間に合わないと予想されたウラン爆弾の開発は中止と決定した。
ドイツ軍は原子爆弾の開発には多大な資材と予算を浪費するため、連合国側によって原爆が作られる可能性は余り高くないと判断し、100名に満たない科学者と技術者がウラン原子炉の開発を進めた。戦争終結まで、1,000万ドルの予算を消費した。
1944年11月15日、アメリカ陸軍のパッシュ中佐が指揮するアルソス・ミッションは、軍需相による原子爆弾開発計画の重要人物と見られたフォン・ヴァイツゼッカー博士を捕らえようとして、ドイツ側の原爆開発の全貌を知るために、シュトラスブルクに侵攻した。シュトラスブルク病院の一角にあった原子物理研究所を発見して、数名の物理学者を捕虜にした。
部隊の一員オランダの物理学者サミュエル・ゴーズミット博士らが、ヴァイゼッカーの研究室で軍需相による原子爆弾開発計画の資料を発見した。その内容によると、ヒトラーは1942年に原爆の可能性について報告を受けていたが、その開発は別の研究機関に委ねてあると語ったきりとなり、その開発が進められないまま戦局が悪化する情勢を何とかしようとしたシュペーア軍需相の指示を受けて開発に拍車が掛けられたが、1944年後半には（ヴァイゼッカーの知る限りにおいては）原子力開発さえもまだ実験段階にあり、ヒトラーも原爆製造の考えを放棄していたという。つまり、これが歴史的経緯であるとすれば、アメリカの原子爆弾開発を政治的・軍事的・道徳的に正当化し、原爆製造と投下計画に駆り立てた「ナチス・ドイツの原爆の脅威」が、実は幻影であったことになる。

## 妨害活動

### フレッシュマン作戦
1942年11月19日にイギリスのMI6部長スチュワート・メンジーズが主導した作戦。善意のドイツ人科学者と名乗るものからの小包で送られた情報（オスロレポート）によりドイツの原子爆弾研究がかなり進んでいることがわかり、また当時の状況からその信憑性もかなり高かったためそれを阻止すべくノルスク・ハイドロの破壊を計画した。作戦は地形的に空軍による爆撃が困難なためグライダー搭乗員による襲撃隊を送り地上攻撃で破壊を予定した。しかし天候不良や不運が重なり全滅し、失敗した。

### ガンナーサイド作戦
1943年2月16日から28日にかけてイギリスの特殊作戦執行部(SOE)ノルウェー担当部長ジャック・ウィルソン大佐が主導した作戦。ノルウェー軍に所属する秘密工作員のみで編成され小規模な潜入班を現地に送った。彼らはノルスク・ハイドロ電気化学工場へ侵入し目標である重水精製装置と重水タンクの爆破に成功する。しかし2年はかかると思われた復旧が4月までに終わり重水の生産が再開された。再びイギリスは1944年2月19日に、生産された重水を乗せた連絡船ハイドロ号を爆破し湖水に沈めてドイツの原子爆弾開発を完全に阻止した。この一連の作戦は『テレマークの要塞』として映画化されている。

## 第二次世界大戦後の状況
第二次世界大戦後のドイツは、原子爆弾・水素爆弾などの核爆弾を含む核兵器を保有していない。

### 1960年代の核保有検討
2010年10月3日放映のNHKスペシャル「核を求めた日本」では、日本の元外務事務次官村田良平（2010年3月死去）の証言をもとに、核拡散防止条約調印後の1969年に、日本の外務省高官が西ドイツ外務省の関係者(当時、分析課長の岡崎久彦、国際資料室の鈴木孝、調査課長の村田良平と政策企画部長のエゴン・バール、参事官のペア･フィッシャーとクラウス･ブレヒ)らを箱根に招いて、核保有の可能性を探る会合を持っていた事実を明らかにした。